# آبشار رینبو (نیوزلند)
آبشار رینبو 
(به مائوریایی: Waianiwaniwa) آبشاری است که در کشور نیوزلند واقع شده‌است و بلندترین ریزشگاه آن ۲۷ متر ارتفاع دارد. حوضهٔ آبریز این آبشار، رودخانه کری‌کری است.